# Pierre Bouguer
Pierre Bouguer (Le Croisic, 16 febbraio 1698 – Parigi, 15 agosto 1758) è stato un matematico, geofisico e geodeta francese. Egli è anche conosciuto come "il padre dell'architettura navale".

## Biografia
Suo padre, Jean Bouguer, fu uno dei migliori idrografi del suo tempo, e regio professore a Le Croisic nella bassa Bretagna, oltre che autore di un trattato sulla navigazione. Si occupò personalmente di istruire i suoi figli Pierre e Jan presso la sua casa, dove teneva lezioni private ai suoi studenti. Nel 1714, all'età di 16 anni, Pierre fu incaricato di succedere al padre defunto come professore di idrografia. Nel 1727 conseguì il premio dell'Accademia francese delle scienze per il suo trattato Sur la meilleure manière de former et distribuer les mâts des bateaux, battendo Eulero; ed altri due premi, uno per la sua tesi Sur la meilleure méthode pour observer l'altitude des étoiles en mer, l'altro per il suo trattato Sur la meilleure méthode pour observer la variation de la boussole en mer. Questi furono pubblicati nel Prix de l'Académie des Sciences.
Nel 1729 pubblicò l'Essai d'optique sur la gradation de la lumière, il cui scopo era di definire la quantità di luce perduta passando attraverso un determinato intervallo dell'atmosfera terrestre, e divenne il primo scopritore noto di quella che oggi è più comunemente conosciuta come la legge di Lambert-Beer .Stabilì che la luce del sole è 300 volte più intensa di quella della luna e, quindi, fece alcune delle prime misure di fotometria. Nel 1730 fu nominato professore di idrografia a Le Havre e succedette a Pierre Louis Moreau de Maupertuis come geometra associato dell'Accademia delle Scienze. Inventò anche un eliometro, poi perfezionato da Joseph von Fraunhofer. Fu poi promosso in Accademia al posto di Maupertuis e andò a risiedere a Parigi.
Nel 1735 Bouguer si imbarcò con Charles Marie de La Condamine alla volta del Perù per una missione scientifica geodetica francese, al fine di misurare la lunghezza dell'arco meridiano ad un grado di latitudine vicino all'equatore, ma approfittarono dell'occasione per tentare anche un esperimento di deviazione del pendolo ispirato da Isaac Newton nel suo Philosophiae Naturalis Principia Mathematica. Dieci anni furono impiegati per questa operazione, un resoconto completo della quale fu pubblicato da Bouguer nel 1749: La figure de la terre.
In seguito fu riconosciuto a Bouguer il merito di essere stato il primo ad aver verificato la teoria di Newton e ad aver dato un contributo fondamentale, avendo per primo rilevato le piccole variazioni regionali nel campo gravitazionale della Terra derivanti da variazioni di densità delle rocce sottostanti, ai primi passi nella comprensione della composizione della crosta terrestre.
Nel 1746 pubblicò il primo trattato di architettura navale, Traité du navire, che tra le altre realizzazioni spiegò tra i primi l'uso del metacentro come misura della stabilità delle navi. I suoi scritti successivi furono quasi tutti inerenti alla teoria della navigazione e dell'architettura navale.
Nel gennaio del 1750 divenne fellow della Royal Society.

## Opere

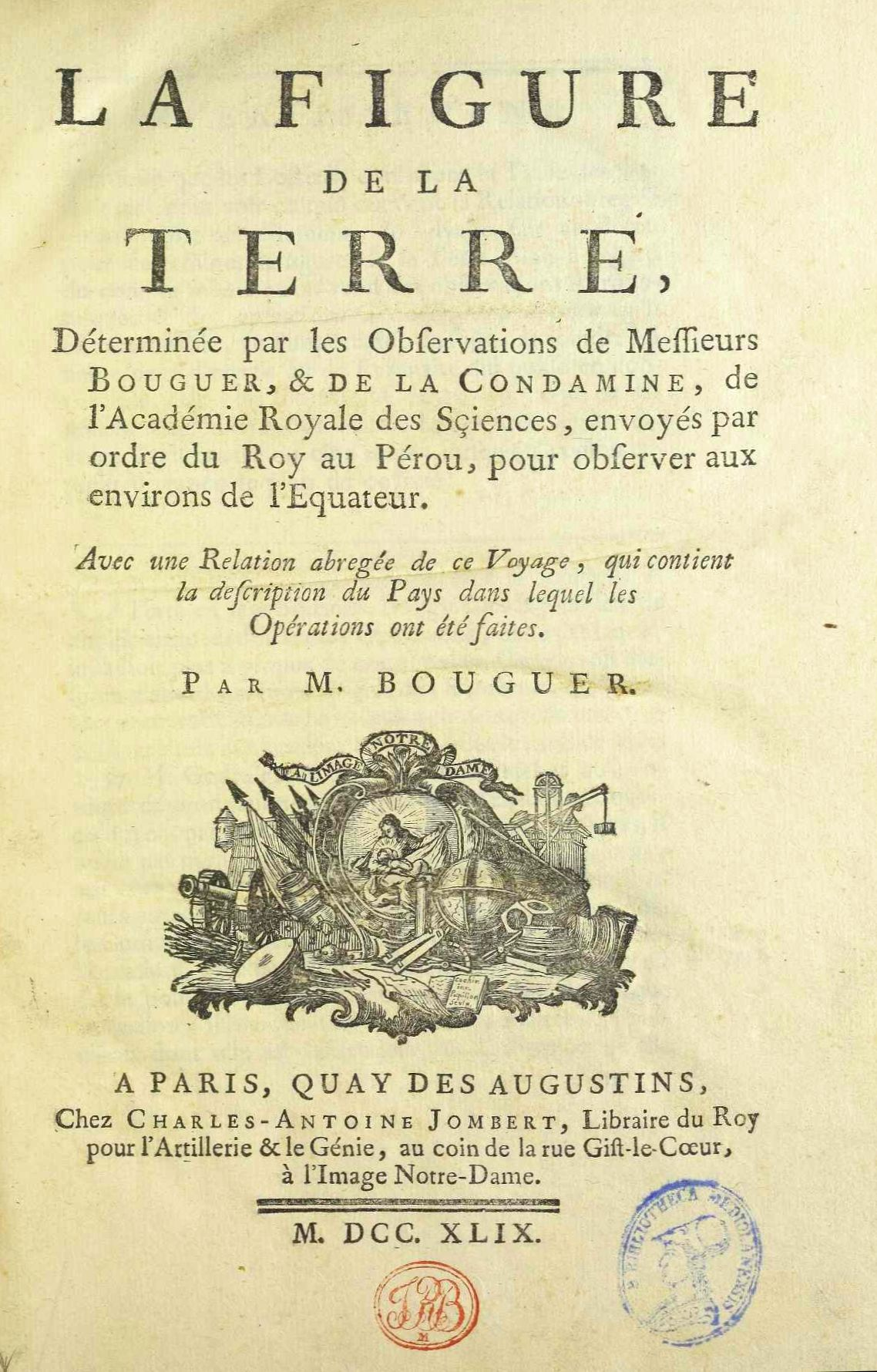
La Figure de la terre, 1749

- (LA) Optice de diversis luminis gradibus dimetiendis opus [Traité d'optique sur la gradation de la lumière], Wien, Trattner, s.d..
- (FR) Essai d'optique, sur la gradation de la lumière, Paris, Claude Jombert, 1729.
- (FR) La Figure de la terre, Paris, Charles Antoine Jombert, 1749.

## Riconoscimenti
Un cratere da impatto su Marte è stato nominato in suo onore. Portano il suo nome anche un cratere lunare e un asteroide.
Il suo nome è anche ricordato per il termine meteorologico "alone di Bouguer" (noto anche come "alone di Ulloa", in onore di Antonio de Ulloa, un membro spagnolo della sua spedizione Sudamericana) che un osservatore può di rado vedere nella nebbia quando la luce del sole la attraversa (per esempio su una montagna) e crea un arco di nebbia (un fenomeno analogo all'arcobaleno ma acromatico).
Il termine anomalia di Bouguer, si riferisce a piccole variazioni regionali nel campo gravitazionale della Terra derivanti da variazioni di densità delle rocce sottostanti.
Una sua statua di bronzo di grandi dimensioni si trova presso il porto di Le Croisic.

### Annotazioni
1. ↑  Trad. lett. "Sul migliore modo di costruire e distribuire l'alberatura delle navi"
2. ↑  "Sul metodo migliore di osservare l'altezza delle stelle in mare"
3. ↑  "Sul miglior modo di osservare la variazione della bussola in mare"
4. ↑  "Saggio di ottica sulla gradazione della luce"
5. ↑  Dette appunto anomalie di Bouguer.

### Fonti
1. ↑   Alessandro Gherardesca e Gabriele Morolli, Alessandro Gherardesca: architetto toscano del romanticismo (Pisa, 1777-1852), Edizioni ETS, 2002,  p. 236.
2. ↑  Pierre Bouguer, Essai d'Optique, sur la gradation de la lumiere (Paris, France:  Claude Jombert, 1729) pp. 16–22.
3. ↑  (EN) John Henry Poynting, The Earth: its shape, size, weight and spin, Cambridge University Press, 2012,  pp. 50-56, ISBN 978-1-107-60604-3.
4. ↑  (EN) R.D. Davies, A Commemoration of Maskelyne at Schiehallion, in Quarterly Journal of the Royal Astronomical Society, vol. 26, n. 3, 1985,  pp. 289-294, Bibcode:1985QJRAS..26..289D.
5. ↑  (FR) Pierre Bouguer, La figure de la terre, déterminée par les observations de Messieurs Bouguer, & de la Condamine, de l'Académie Royale des Sciences, envoyes par ordre du Roy au Pérou, pour observer aux environs de l'Equateur : avec une relation abregée de ce voyage, qui contient la description du pays dans lequel le opérations ont été faites [La forma della terra, determinata dalle osservazioni del Sig. Bouguer e La Condamine, l'Accademia Reale delle Scienze, inviati per ordine del re in Perù, per osservare i dintorni dell'Ecuador: un breve racconto di questo viaggio, che contiene la descrizione del paese in cui sono state effettuate le misurazioni], Parigi, Jombert, 1749.
6. ↑  (EN) Larrie D. Ferreiro, Measure of the Earth: The Enlightenment Expedition That Reshaped Our World, Basic Books, 2013,  pp. 152-153, ISBN 978-0-46502-345-5.
7. ↑   Library and Archive Catalogue, su www2.royalsociety.org, Royal Society. URL consultato il 18 dicembre 2010.
8. ↑  Tricker, R. A. R., 1970: An Introduction to Meteorological Optics, pages 192–193.
9. ↑  Pierre Bouguer